# Kristinestads järnvägsstation

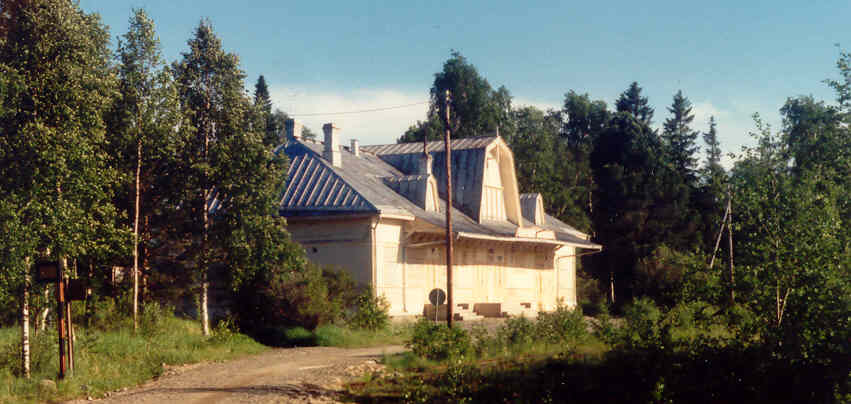
Stationsbyggnaden

Kristinestads järnvägsstation är en före detta järnvägsstation i den finländska staden Kristinestad i svenska Österbotten. Järnvägsstationen låg på Sydbottenbanan och var banans ändstation. Stationen hade också en banförbindelse till Kristinestads hamn. Banan till Kristinestad stod färdig 1913 och stationsbyggnaden ritades av arkitekt Thure Hellström. Persontrafiken till Kristinestad lades ner 1968 och godstrafiken 1982.